# The Unparalleled Invasion
„The Unparalleled Invasion” („Nemaipomenita invazie”) este o povestire științifico-fantastică de Jack London, o povestire care implică viitoare războaie biologice și purificare etnică. A fost publicată prima dată în revista McClure's editată de The S.S. McClure Co., numărul din iulie 1910. A apărut în 1914 în antologia lui London, The Strength of the Strong, editată de The Macmillan Company.

## Prezentare
Sub influența Japoniei, China modernizează și trece printr-o versiunea proprie a Restaurației Meiji în anii 1910. În 1922, China se îndepărtează de Japonia și duce un război scurt care culminează cu anexarea chineză a posesiunilor japoneze din Coreea, Formosa (Taiwan) și Manciuria. În următoarea jumătate de secol, populația Chinei crește constant și, în cele din urmă, migrația copleșește coloniile europene din Asia. Statele Unite și celelalte puteri occidentale lansează o campanie de luptă biologică împotriva Chinei, ducând la distrugerea populației Chinei, câțiva supraviețuitori ai bolilor fiind uciși de către trupele europene și americane. China este apoi colonizată de puterile occidentale. Aceasta deschide calea către o epocă voioasă cu "producții splendide mecanice, intelectuale și de artă". În anii 1980, apar încă o dată scântei de război între Germania și Franța, iar povestirea se încheie cu națiunile lumii care se angajaseră solemn să nu mai folosească aceleași tehnici pe care le-au dus împotriva Chinei.

## Fundal și context
"The Unparalleled Invasion" a fost inclusă în The Strength of the Strong, o colecție de povestiri publicată de London la editura Macmillan în 1914, colecție care mai conține povestirile "The Dream of Debs" (o critică a societății capitaliste din Statele Unite) și "The Strength of the Strong" (care a folosit un context primitiv ca o metaforă a nedreptății sociale în rândul bărbaților).
"The Unparalleled Invasion" a fost controversată pentru descrierea unui genocid și a fost citată ca o dovadă a rasismului lui London. Genocidul este descris în detaliu și nicăieri nu i se aduce nicio obiecție. Termeni ca "viață galbenă" și "populație galbenă" apar în povestire. Se termină cu "curățenia Chinei" și re-colonizarea sa de către occidentali.

## Legături externe
- en  Istoria publicării lucrării Nemaipomenita invazie la Internet Speculative Fiction Database

## Vezi și
- Istoria științifico-fantasticului
- 1910 în literatură
- 1914 în literatură
- „The Red One”
- Război biologic